# Agelena borbonica
Agelena borbonica es una especie de araña del género Agelena, familia Agelenidae. Fue descrita científicamente por Vinson en 1863.

## Distribución
Esta especie se encuentra en La Reunión.